# Sagua de Tánamo
Sagua de Tánamo è un comune di Cuba, situato nella provincia di Holguín.